# Saint-Jean-du-Cardonnay
Saint-Jean-du-Cardonnay är en kommun i departementet Seine-Maritime i regionen Normandie i norra Frankrike. Kommunen ligger i kantonen Notre-Dame-de-Bondeville som tillhör arrondissementet Rouen. År 2022 hade Saint-Jean-du-Cardonnay 1 348 invånare.

## Befolkningsutveckling
Antalet invånare i kommunen Saint-Jean-du-Cardonnay
| Referens: INSEE |